# Natalie Weir
Natalie Weir (* 1967 in Townsville) ist eine australische Tänzerin und Choreographin.
Weir begann ihre Ausbildung bei Ann Roberts und trat mit deren North Queensland Ballet Company (jetzt Dancenorth) in Townsville auf. Am Kelvin Grove College of Advanced Education der Queensland University of Technology setzte sie ihre Ausbildung bei Maggi Sietsma fort und gehörte zu den Gründungsmitgliedern von deren Expressions Dance Company (EDC). 1985 erhielt sie von Sietsma ihren ersten Auftrag als Choreographin.
In den Folgejahren entstanden zahlreiche Choreographien, unter anderem für die EDC, das West Australian Ballet, das Australian Dance Theatre, Dance North und Tasdance. Als Choreographer in Residence schuf sie 1994 für das Queensland BAllet sieben Werke und 2000 für das Australian Ballet drei Werke. Für die American Ballet Theatre’s Studio Company entstanden zwei Choreographien, und das American Ballet Theatre (ABT) führte in New York ihr Stück Jabula auf, das großen Erfolg bei Publikum und Kritik hatte. Sie war an der Produktion Within You, Without You (zu Ehren von George Harrison) des ABT beteiligt und schuf ein Solo für Ethan Steiffel, das dieser später beim Marjinski-Festival in Kirow aufführte.
Für das mit dem Houston Ballet realisierte Stück Steppenwolfe erhielt Weir den Choo San Goh Award. Sie erhielt auch das Australia Council Fellowship und das Lord Mayor’s Fellowship, das ihr einen Studienaufenthalt in Europa bei der Rambert Dance Company, der Nederlands Dance Company und der Siobhan Davies Dance Company ermöglichte. Für das American Ballet Theatre an der Metropolitan Opera schuf sie 2003 Harmonium, danach für das Hong Kong Ballet eine Vollversion von Turandot, die 2004 den Hong Kong Dance Award gewann, und Madama Butterfly.
Mit der Tanzcompagnie Gießen des Stadttheaters Gießen realisierte sie Icarus, als resident artist des Queensland Ballet schuf sie Versionen von Wuthering Heights, Orpheus und Petrushka. Mit dem Stück The Unwritten tourte sie mit dem Queensland Ballet durch Deutschland. 2008 gehörte sie zu den 27 weltweit ausgewählten Teilnehmern des Dance East Retreat for Future Leaders and Directors in Brockett Hall in Großbritannien. 2009 wurde sie künstlerische Leiterin der Expressions Dance Company. Hier entstanden Werke wie where the heart is, R&J, When Time Stops, The Red Shoes, 7 Deadly Sins, Behind Closed Doors, Carmen Sweet und The Host.